# Werner Zirngibl
Werner Zirngibl, né le 4 septembre 1956 à Munich (ou Bonn pour l'ITF), est un ancien joueur de tennis professionnel allemand.

## Carrière
Il a remporté un match de double avec Uli Pinner lors de la Coupe Davis 1979 en quart de finale de la zone Europe, contre l'Israël à Augsbourg.
En 1981, il remporte coup sur coup les tournois Challenger de Berlin et de Galatina.
Alors qu'il n'a remporté que deux matchs depuis un an et qu'il est issu des qualifications, il remporte le tournoi de Bruxelles sur terre battue en 1978 contre Ricardo Cano et en battant en demi-finale Adriano Panatta.

## Palmarès

### Titre en simple messieurs
| No | Date       | Nom et lieu du tournoi                    | Catégorie | Dotation | Surface      | Finaliste    | Score              |  |
| -- | ---------- | ----------------------------------------- | --------- | -------- | ------------ | ------------ | ------------------ |  |
| 1  | 12-06-1978 | Tournoi de tennis de Bruxelles, Bruxelles |           | 50 000 $ | Terre (ext.) | Ricardo Cano | 1-6, 6-3, 6-4, 6-3 |  |

## Parcours dans les tournois duGrand Chelem

### En simple
| Année | Open d'Australie | Open d'Australie | Internationaux de France | Internationaux de France | Wimbledon | Wimbledon | US Open | US Open |
| ----- | ---------------- | ---------------- | ------------------------ | ------------------------ | --------- | --------- | ------- | ------- |
| 1976  | 1er tour (1/64)  | T. Roche         | —                        | —                        | —         | —         | —       | —       |
| 1977  | 2e tour (1/32)   | D. Crealy        | 1er tour (1/64)          | E. Montaño               | —         | —         | —       | —       |
| 1978  | —                | —                | 1er tour (1/64)          | T. Rocavert              | —         | —         | —       | —       |
| 1979  | —                | —                | 1er tour (1/64)          | R. Moore                 | —         | —         | —       | —       |

N.B. : à droite du résultat se trouve le nom de l'ultime adversaire.

### En double
| Année | Open d'Australie       | Open d'Australie      | Internationaux de France | Internationaux de France | Wimbledon | Wimbledon | US Open | US Open |
| ----- | ---------------------- | --------------------- | ------------------------ | ------------------------ | --------- | --------- | ------- | ------- |
| 1976  | 1/8 de finale R. Lewis | M. Anderson C. Dibley | —                        | —                        | —         | —         | —       | —       |

N.B. : le nom du ou de la partenaire se trouve sous le résultat ; le nom des ultimes adversaires se trouve à droite.